# روجر هاربر
روجر هاربر (17 مارس 1963 بجورج تاون في غيانا - ) (بالإنجليزية: Roger Harper)‏ هو لاعب كريكت أمريكي. شارك مع منتخب الهند الغربية للكريكت ومنتخب غيانا للكريكت. أما مع النوادي، فقد لعب مع بيكاب ‏ ونادي مقاطعة نورثامبتونشير للكريكت ‏ وDemerara cricket team ‏.

## وصلات خارجية
- روجر هاربر على موقع إي آس بي آن كريك إنفو (الإنجليزية)